# About Face (turné)
About Face bylo první sólové turné britského kytaristy a zpěváka Davida Gilmoura. Konalo se od března do července 1984 u příležitosti vydání stejnojmenného alba, v době, kdy skupina Pink Floyd, jíž byl Gilmour členem, nevyvíjela žádnou činnost. Scéna na koncertech turné byla poměrně jednoduchá, což byl rozdíl od velkolepých audiovizuálních projektů Pink Floyd. Z tohoto turné pochází videozáznam David Gilmour Live 1984.

## Obsazení
- David Gilmour – kytara, klávesy, zpěv
- Mick Ralphs – kytara, vokály
- Gregg Dechart – klávesy, vokály
- Mickey Feat – baskytara, vokály, zpěv
- Raphael Ravenscroft – saxofon, flétna, klávesy
- Jody Linscott – perkuse (do 29. června)
- Sue Evans – perkuse (od 5. července)
- Chris Slade – bicí

Hosté na koncertech 28., 29. a 30. dubna 1984:
- Roy Harper – zpěv v „Short and Sweet“, perkuse v „Comfortably Numb“
- Nick Mason – bicí v „Comfortably Numb“

## Setlist

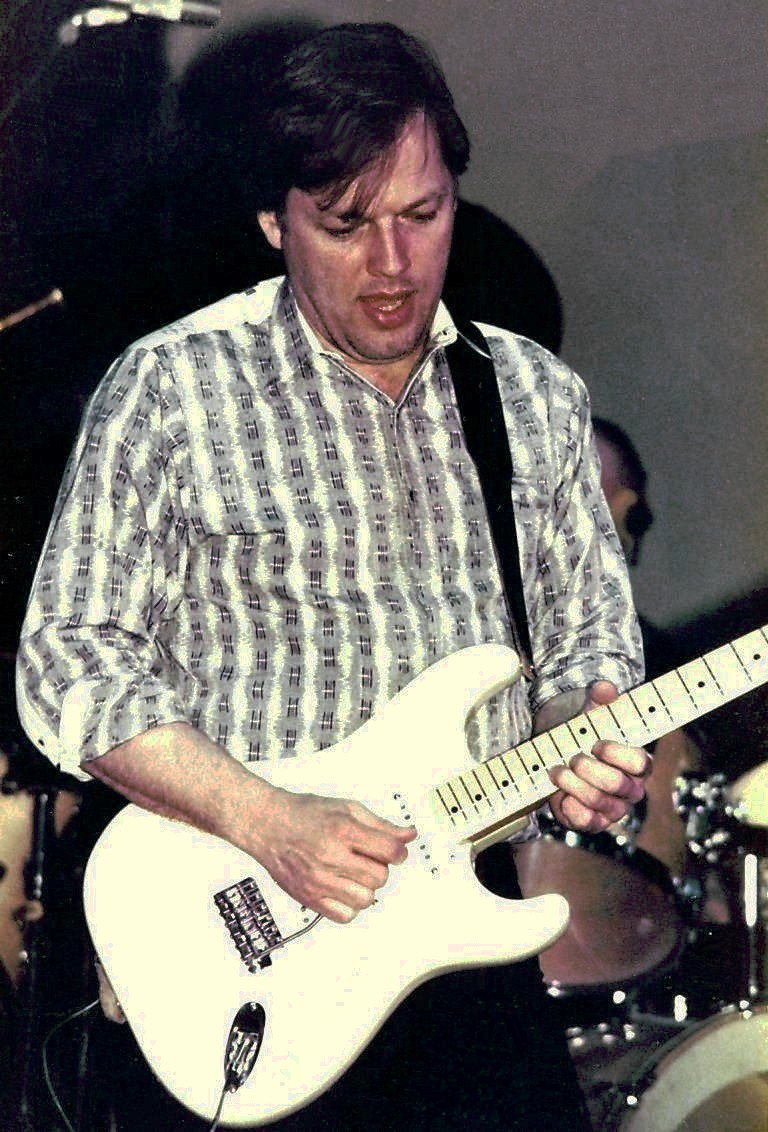
David Gilmour na koncertě v Düsseldorfu (21. dubna 1984)

Koncerty byly hrány bez přestávky, setlist sestával především ze skladeb z aktuálního Gilmourova alba About Face, které byly doplněny o několik písní z prvního eponymního alba a o dvě známé skladby Pink Floyd – „Run Like Hell“ a „Comfortably Numb“. Na jednotlivých koncertech se pořadí písní mohlo měnit.
- „Until We Sleep“
- „All Lovers Are Deranged“
- „Love on the Air“
- „Mihalis“
- „There's No Way Out of Here“
- „Run Like Hell“
- „Out of the Blue“
- „Let's Get Metaphysical“
- „Cruise“
- „Short and Sweet“
- „You Know I'm Right“
- „Blue Light“
- „Murder“
- „Near the End“

Přídavky
- „Comfortably Numb“
- „I Can't Breathe Anymore“ (pouze některá vystoupení)

## Koncerty

### Část 1: Evropské koncerty 1984
| Datum           | Stát               | Město                 | Místo                            | Poznámky                                                                                      |
| --------------- | ------------------ | --------------------- | -------------------------------- | --------------------------------------------------------------------------------------------- |
| 31. března 1984 | Irsko              | Dublin                | National Stadium                 |                                                                                               |
| 2. dubna 1984   | Spojené království | Belfast               | Whitla Hall                      |                                                                                               |
| 5. dubna 1984   | Nizozemsko         | Utrecht               | Muziekcentrum Vredenburg         |                                                                                               |
| 6. dubna 1984   | Belgie             | Brusel                | Campus Etterbeek                 |                                                                                               |
| 8. dubna 1984   | Francie            | Nancy                 | Parc des Expositions             |                                                                                               |
| 9. dubna 1984   | Francie            | Štrasburk             | Hall Tivoli                      |                                                                                               |
| 10. dubna 1984  | Francie            | Paříž                 | Le Zénith                        | koncert nahrán stanicí RTL Radio a později částečně vysílán                                   |
| 11. dubna 1984  | Francie            | Paříž                 | Le Zénith                        |                                                                                               |
| 12. dubna 1984  | Francie            | Lyon                  | Bourse du Travail                |                                                                                               |
| 13. dubna 1984  | Švýcarsko          | Curych                | Kongresshaus                     |                                                                                               |
| 14. dubna 1984  | Západní Německo    | Mnichov               | Circus Krone                     |                                                                                               |
| 15. dubna 1984  | Západní Německo    | Frankfurt nad Mohanem | Alte Oper                        |                                                                                               |
| 16. dubna 1984  | Západní Německo    | Mannheim              | Musensaal                        |                                                                                               |
| 18. dubna 1984  | Západní Berlín     | Západní Berlín        | Internationales Congress Centrum |                                                                                               |
| 19. dubna 1984  | Západní Německo    | Hamburk               | Congress Centrum Hamburg         |                                                                                               |
| 21. dubna 1984  | Západní Německo    | Düsseldorf            | Philipshalle                     |                                                                                               |
| 24. dubna 1984  | Švédsko            | Stockholm             | Johanneshovs Isstadion           |                                                                                               |
| 25. dubna 1984  | Dánsko             | Kodaň                 | Bröndbyhallen                    |                                                                                               |
| 28. dubna 1984  | Spojené království | Londýn                | Hammersmith Odeon                | koncert nahráván pro MTV a později vysílán, částečně též vydán na VHS David Gilmour Live 1984 |
| 29. dubna 1984  | Spojené království | Londýn                | Hammersmith Odeon                | koncert nahráván pro MTV a později vysílán, částečně též vydán na VHS David Gilmour Live 1984 |
| 30. dubna 1984  | Spojené království | Londýn                | Hammersmith Odeon                | koncert nahráván pro MTV a později vysílán, částečně též vydán na VHS David Gilmour Live 1984 |
| 1. května 1984  | Spojené království | Birmingham            | Odeon                            |                                                                                               |

### Část 2: Severoamerické koncerty 1984
| Datum             | Stát   | Město                 | Místo                              | Poznámky       |
| ----------------- | ------ | --------------------- | ---------------------------------- | -------------- |
| 8. května 1984    | Kanada | Chicoutimi (QC)       |                                    | koncert zrušen |
| 9. května 1984    | Kanada | Québec (QC)           | Colisee de Québec                  |                |
| 10. května 1984   | Kanada | Rimouski (QC)         |                                    | koncert zrušen |
| 10. května 1984   | Kanada | Montreal (QC)         | The Forum                          |                |
| 11. května 1984   | Kanada | Montréal (QC)         | The Forum                          |                |
| 12. května 1984   | Kanada | Ottawa (ON)           | Civic Center Theater               |                |
| 14. května 1984   | Kanada | Toronto (ON)          | Massey Hall                        |                |
| 15. května 1984   | Kanada | Toronto (ON)          | Massey Hall                        |                |
| 16. května 1984   | USA    | Buffalo (NY)          | Shea's Buffalo Theatre             |                |
| 17. května 1984   | USA    | Syracuse (NY)         | Landmark Theatre                   |                |
| 18. května 1984   | USA    | Poughkeepsie (NY)     | Mid-Hudson Civic Center            |                |
| 20. května 1984   | USA    | Hartford (CT)         | Bushnell Auditorium                |                |
| 22. května 1984   | USA    | New York (NY)         | Beacon Thatre                      |                |
| 23. května 1984   | USA    | New York (NY)         | Beacon Thatre                      |                |
| 24. května 1984   | USA    | New York (NY)         | Beacon Thatre                      |                |
| 25. května 1984   | USA    | Boston (MA)           | The Orpheum Thatre                 |                |
| 26. května 1984   | USA    | Boston (MA)           | The Orpheum Thatre                 |                |
| 27. května 1984   | USA    | New Haven (CT)        | Veterans Memorial Coliseum         |                |
| 29. května 1984   | USA    | Filadelfie (PA)       | Tower Theatre                      |                |
| 30. května 1984   | USA    | Filadelfie (PA)       | Tower Theatre                      |                |
| 31. května 1984   | USA    | Filadelfie (PA)       | Tower Theatre                      |                |
| 1. června 1984    | USA    | Washington, D.C.      | DAR Constitution Hall              |                |
| 3. června 1984    | USA    | Cleveland (OH)        | Public Hall                        |                |
| 4. června 1984    | USA    | Columbus (OH)         | Veterans Memorial Hall             |                |
| 6. června 1984    | USA    | Clarkston (MI)        | Pine Knob Music Theatre            |                |
| 7. června 1984    | USA    | Cincinnati (OH)       | Cincinnati Gardens                 |                |
| 8. června 1984    | USA    | Chicago (IL)          | Chicago Pavilion                   |                |
| 10. června 1984   | USA    | St. Louis (MO)        | Kiel Opera House                   |                |
| 11. června 1984   | USA    | Kansas City (MO)      | Starlight Theatre                  |                |
| 13. června 1984   | USA    | Houston (TX)          | The Summit Sports Arena            |                |
| 14. června 1984   | USA    | Austin (TX)           | Frank Erwin Center                 |                |
| 15. června 1984   | USA    | San Antonio (TX)      | Majestic Theatre                   |                |
| 16. června 1984   | USA    | Dallas (TX)           | Reunion Arena                      |                |
| 19. června 1984   | USA    | Mesa (AZ)             | The Amphitheatre                   |                |
| 20. června 1984   | USA    | San Diego (CA)        | Open Air Theatre                   |                |
| 21. června 1984   | USA    | Los Angeles (CA)      | Universal Amphitheatre             |                |
| 22. června 1984   | USA    | Los Angeles (CA)      | Universal Amphitheatre             |                |
| 23. června 1984   | USA    | Irvine (CA)           | Irvine Meadows Amphitheatre        |                |
| 24. června 1984   | USA    | Irvine (CA)           | Irvine Meadows Amphitheatre        |                |
| 26. června 1984   | USA    | San Francisco (CA)    | Kabuki Theatre                     |                |
| 27. června 1984   | USA    | San Francisco (CA)    | Kabuki Theatre                     |                |
| 28. června 1984   | USA    | Sacramento (CA)       | California Exposition Amphitheatre |                |
| 29. června 1984   | USA    | Berkeley (CA)         | Greek Theatre                      |                |
| 5. července 1984  | USA    | Sunrise (FL)          | Sunrise Music Theatre              |                |
| 6. července 1984  | USA    | Lakeland (FL)         | Civic Centre Arena                 |                |
| 8. července 1984  | USA    | Holmdel (NJ)          | Garden State Arts Center           |                |
| 11. července 1984 | USA    | Pittsburgh (PA)       | Syria Mosque Theater               |                |
| 12. července 1984 | USA    | Allentown (PA)        | Stabler Arena                      |                |
| 13. července 1984 | USA    | Wantagh (NY)          | Jones Beach Theatre                |                |
| 14. července 1984 | USA    | Columbia (MD)         | Merriweather Post Pavilion         |                |
| 15. července 1984 | USA    | Saratoga Springs (NY) | Saratoga Performing Arts Center    |                |
| 16. července 1984 | USA    | New York (NY)         | NYC Convention Pier                |                |